# Piranha-vermelha
A piranha-vermelha (Pygocentrus nattereri Kner, 1858) é uma espécie de peixe com preferência alimentar carnívora, de água doce da família Serrasalmidae, Nativa, não endêmica e epicontinental, possuem coloração avermelhada, com cabeça e dorso acinzentados e alguns artigos chegam a registrar indivíduos de até 50 cm. Também são chamados de chupita, coicoa, piranha-caju e piranha-vermelha-da-amazônia. A espécie não possui avaliação da IUCN.

## Etimologia e Aspectos Culturais e Socioeconômicos
A piranha-vermelha é popularmente conhecida também por outros nomes no Brasil, como "piranha-caju" e apenas "piranha", e em países como Colômbia e Bolívia é chamada de "piranã roja" e "palometa", respectivamente.
Do Tupi-guarani, seu nome é composto de duas palavras:
- "pirá" (significado = peixe) + "ranha" (significado = dente)[8]

Seu nome científico, por sua vez, foi dado em homenagem ao naturalista Johann Natterer.
A espécie é de grande importância econômica devido aos trabalhos pesqueiros principalmente na região de Manaus, sendo uma das mais abundantes espécies no Amazonas. Em algumas regiões, a carne da piranha-vermelha é bastante apreciada, sendo pescada principalmente para fazer o famoso caldo de piranha, considerado afrodisíaco e estimulante.
As tribos indígenas da Amazônia utilizam os dentes afiados das piranhas para confecção de pontas de flechas. Por ser um peixe que está sempre em procura busca de alimento, a piranha é facilmente atraída pelas iscas para captura. Os atrativos usados pelos pescadores são pedaços de carne com sangue, que são lançados na água.
Quando criadas em aquários, devem ser mantidas isoladas dos demais peixes para que a piranha não se alimente deles.

## Taxonomia e Sistemática
A classe Actinopterygii apresenta mais de 26 mil espécies de peixes e configura a maior parte dos peixes ósseos conhecidos atualmente, possuindo nadadeiras raiadas onde as caudais são homocercas. Seu esqueleto esqueleto ósseo de origem endocondral, maxilas e dentes esmaltados em sua mandíbula e sua respiração é feita pelas brânquias, também apresentam bexiga natatórias. A ordem dos Characiformes representa um dos maiores grupos de peixes de água doce com mais de 1700 espécies, a maioria sendo encontrada nas américas do Sul e Central e na África. A família Charracidae apresenta peixes actinopterígeos, são peixes de água doce pequenos e coloridos, geralmente apresentam nadadeiras adiposas, a nadadeira caudal bifurcada e nadadeira anal desenvolvida. Serrasalminae é uma subfamília monofilética, esses peixes de água doce são estritamente neotropicais, geralmente recebem o nome de pacú e piranha. As piranha possuem corpo comprido em forma de disco, e possuem dentes em série única e resistentes, com hábitos predatórios. Essa subfamília é definida por apresentar uma quilha serrilhada formada de espinhos e padrões de coloração que variam, também se nota a presença de espinho pré-dorsal neste grupo.

### Descrição morfológica

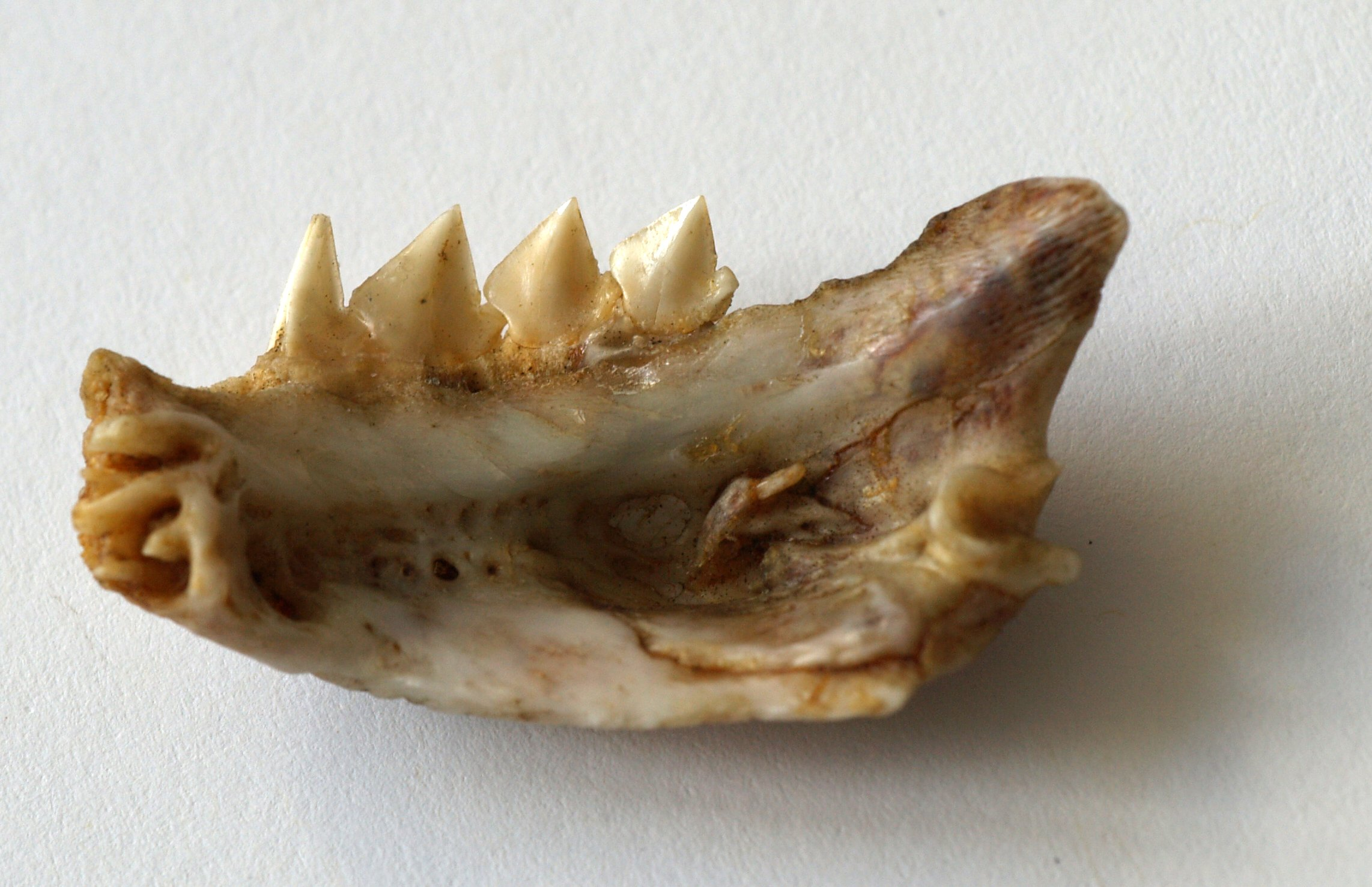
Mandíbula de piranha-vermelha, mostrando os dentes afiados e triangulares

Peixe escamoso; Corpo romboide, ou seja, formato de losango, discoide, largo e comprimido, convexo nadadeira cuadal curta; Focinho curto, arredondado; Mandíbula saliente e massiva com dentes triangulares afiados, de série única e com surpreendente força. Entre todas as piranhas é a que possui o focinho mais rombudo. Embora seja extremamente variável em sua aparência, a piranha-vermelha herdou esse nome por conta de sua coloração ventral e mandibular avermelhada característica da espécie, geralmente mais intenso e profundo nos machos, que normalmente possuem o restante do corpo cinzento, com escamas salpicadas prateadas, as vezes marrom-cremoso nas laterais. Manchas escuras muitas vezes aparecem atrás das guelras e a barbatana anal geralmente é preta na base, enquanto as nadadeiras peitorais e pélvicas variam do vermelho ao laranja. De porte médio, normalmente varia de 18 centímetros a 45 cm de comprimento e um peso calculado em 2,5 kg.

### Observações Taxonômicas
De acordo com o Catálogo Taxonômico da Fauna do Brasil a família a qual P. nattereri pertence é a Serrasalmidae. Entretando, pelo PortalBio a família registrada é a Characidae.

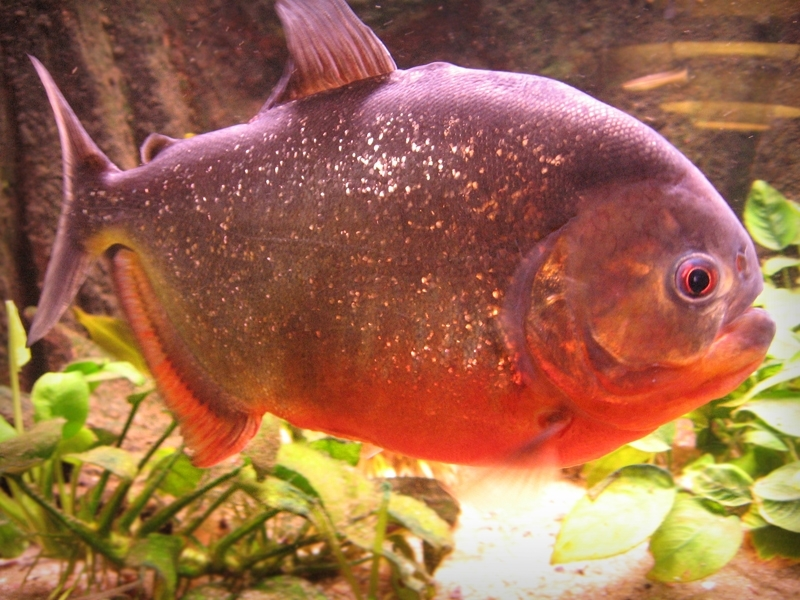
Pygocentrus nattereri

## Ecologia

### Habitat e Distribuição Geográfica
A piranha-vermelha é um peixe neotropical que ocorre nas Bacias Amazônica, Araguaia-Tocantins, Atlântico Nordeste Oriental, Paraguai, Paraná e em açudes do Nordeste brasileiro. Registrada sua ocorrência no Norte (Pará, Amazonas, Acre, Roraima, Rondônia, tocantins), Nordeste (Maranhão), Centro-Oeste (Mato-Grosso, Goiás, Mato Grosso do Sul), Sudeste (Espírito Santo, Minas Gerais, São Paulo) e Sul (Pará). A piranha-vermelha normalmente é encontrada em rios de água branca e em alguns riachos e lagos. Em certas áreas, pode habitar também florestas inundadas (tais como aquelas encontradas pela Amazônia brasileira).
Amplamente distribuída por todo o continente sul-americano, a piranha-vermelha é encontrada em rios tropicais de água doce na Argentina, Bolívia, Brasil, Colômbia, Equador, Guiana, Paraguai, Peru, Uruguai e Venezuela.
Diversos estudos com a espécie são relacionados a parasitofauna, ou seja, os parasitas a qual P. nattereri é hospedeira, sendo uma ótima opção de bioindicador sobre a qualidade do habitat, de fácil coleta e identificação.

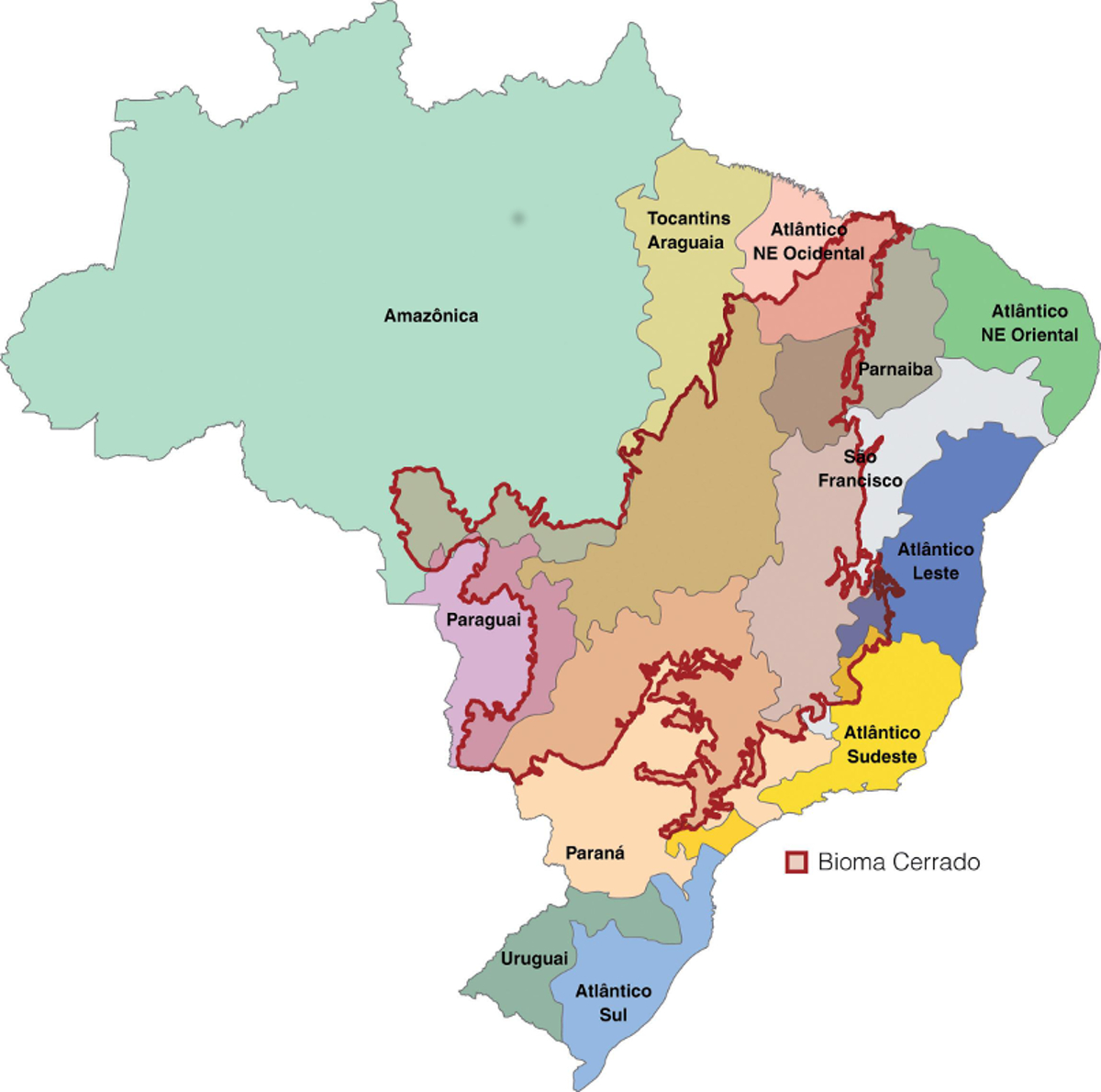
Bacias Hidrográficas do Território Brasileiro

### Comportamento, Dieta e Reprodução
A piranha-vermelha é uma espécie onívora porém na maior parte do tempo seu hábito alimentar é piscívoro, e para se alimentar faz uso de suas forças mandibulares para arrancar pedaços da presa, podendo se alimentar de animais maiores. Costumam se alimentar de microcrustáceos, insetos, sementes ou nadadeiras de peixes menores, podem também se alimentar de qualquer animal terrestre pequeno que encontrar cruzando o rio ou lago, bem como frutas, sementes, algas e plantas aquáticas. Por seu hábito oportunista acaba atacando demais peixes quando colocada em cativeiro juntamente a outros indivíduos e até mesmo em redes de pesca.

Ocorre em rios e lagoas de águas barrentas e vive em cardumes pequenos ou de até mais de 100 indivíduos, embora não apresentem um comportamento de caça em grupo. Ocasionalmente entram em um "frenesi", onde o cardume ataca uma presa e a devora em poucos minutos. Esse comportamento particular contribui para a reputação da piranha-vermelha como predadora voraz, mas os "frenesis" normalmente não são ataques aleatórios, e geralmente são o resultado de provocação a elas ou por fome. São as piranhas mais agressivas da Amazônia mas são extremamente raros os casos de ataques a humanos. 

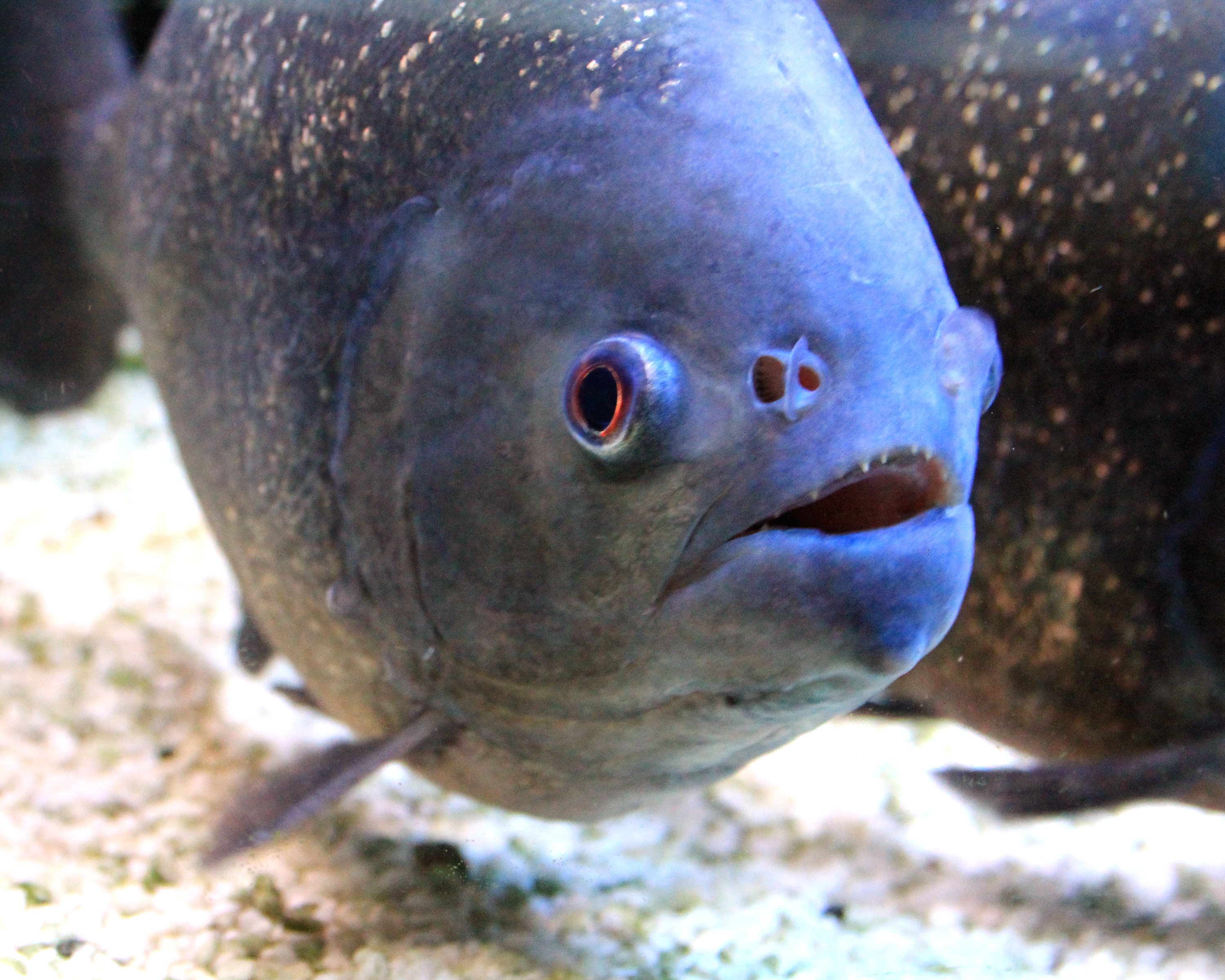
Piranha-vermelha no Prague sea aquarium

Caso tenha um indivíduo ferido e/ou moribundo no próprio grupo, este pode ser atacado e devorado pelos seus companheiros, ocorrendo o canibalismo na espécie.
A espécie atinge maturação sexual quando indivíduos macho atingem 13 centímetros e as fêmeas 15 cm e quando estão em época de acasalamento adquirem uma coloração escura com belas escamas prateadas cintilantes. Sua reprodução ocorre no período de enchentes e a desova é fracionada (desova parcelada), ocorrendo por volta de Abril e Maio durante a estação chuvosa, geralmente com um pico ao longo de um período de dois meses, que pode variar dependendo da localização.
A fêmea põe cerca de 5.000 ovos sobre a vegetação recém-submersa em um ninho construído pelo macho. O macho constrói um ninho de folhas próximo à margem ou troncos, onde serão depositados e fecundados os ovos. Durante o processo de desenvolvimento dos ovos e larvas o macho defende ferozmente seu ninho e faz suaves movimentos com a cauda próximo ao ninho para melhorar a oxigenação e evitar a proliferação de determinados fungos e bactérias. Os alevinos, quando se tornam maiores, costumam se infiltrar no meio de cardumes de pacus pois se parecem muito com eles, e quando podem, devoram alguns indivíduos do grupo.

## Importância e Principais Ameaças
Além de economicamente importante para a região, a P. nattereri é fundamental para o equilíbrio ecológico do ecossistema em que vive, predando espécies e, portanto, regulando o número populacional de indivíduos. É de grande importância estudos e análises sobre levantamento de dados e população da espécie para que seja possível o monitoramento atualizado, evitando riscos com o mercado de pesca e venda de peixes. Mesmo não estando em um nível de risco de ameaça, é necessário acompanhamento e planejamento de preservação da espécie para que evite o avanço para alguma categoria de risco. Em alguns estudos foi possível identificar contaminação dos indivíduos por mercúrio devido ao descarte de reservatórios de hidrelétricas e resíduos plásticos no estômago. Com a diminuição da espécie, que é nativa, o ambiente se torna livre para espécies exóticas, colocando muitas outras espécies em risco.

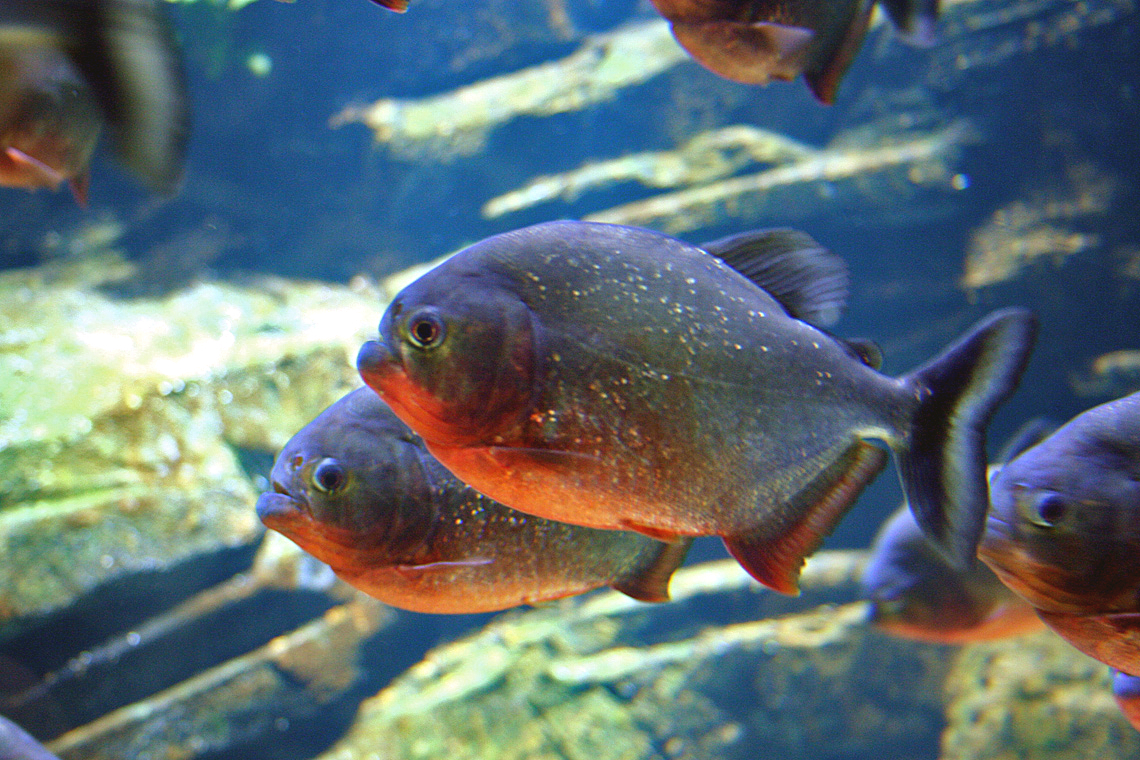
Cardumes de piranhas-vermelhas